# コリン・キャンベル (栄養学者)

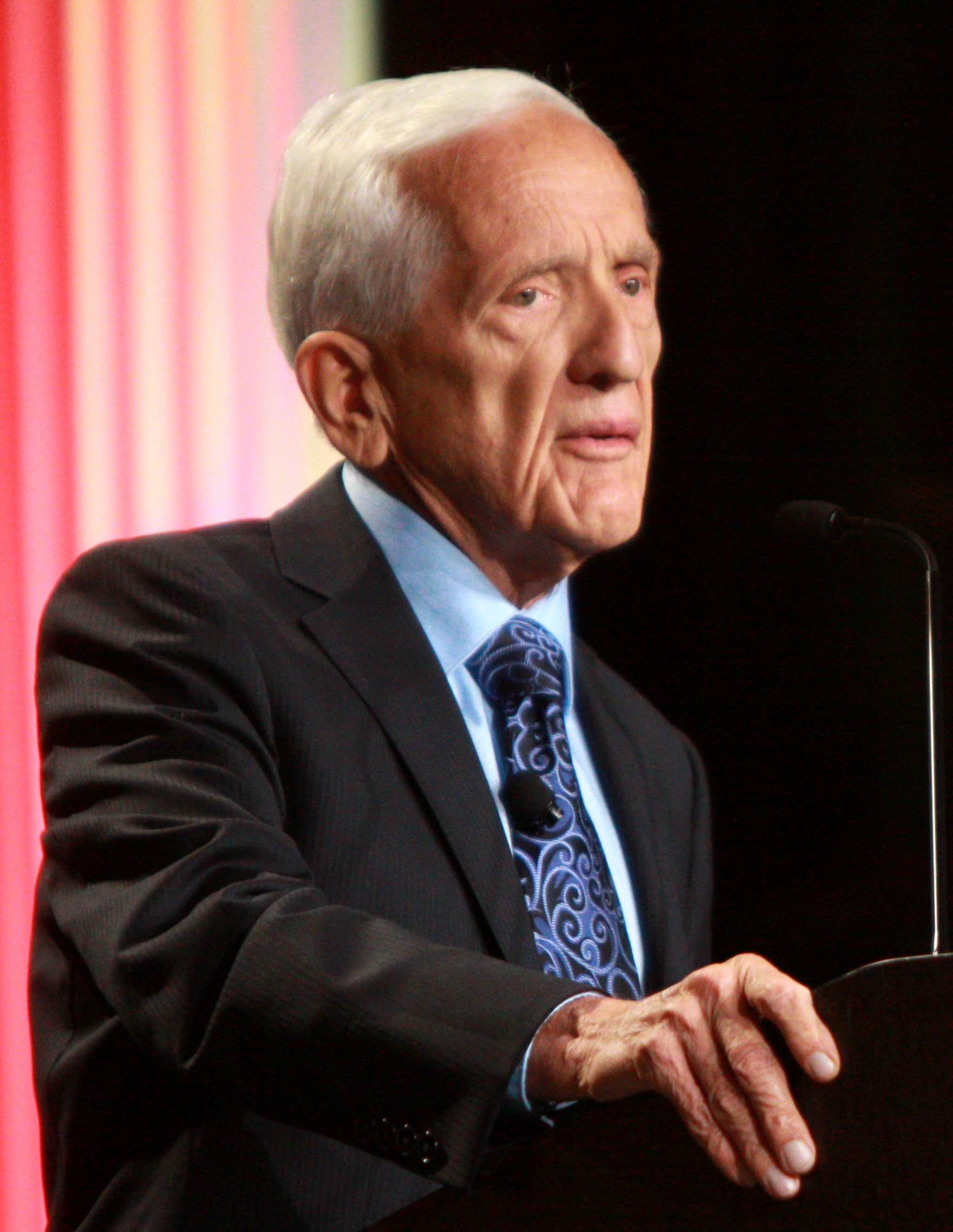
2013年撮影

コリン・キャンベル（T. Colin Campbell、1934年 - ）はコーネル大学の栄養学の教授で、栄養と癌の関連についての専門家であり、ダイオキシンやアフラトキシンといった毒物に関する研究や、疫学研究の「中国プロジェクト」を指揮したことで有名である。研究結果を受け、妻と子どもも含めて完全菜食者になった。大学でベジタリアンの栄養学を教えている。
中国プロジェクトは、アメリカ国立癌研究所が資金提供し、イギリスのオックスフォード大学、アメリカのコーネル大学、中国のがん研究所をはじめ様々な国家の機関が関わり1983年から1990年にかけて中国で行われた。中国では、非常に食事や生活方法の多様性があるために、食事の違いによって疾患のリスクがどのように変化するのかを調査するのに最適だと考えられた。研究の結果、コリン・キャンベルは動物性食品をまったく食べないことが一番安全であると結論した。後に書籍として発行されベストセラーになり、いくつかの国でも翻訳出版された。
マサチューセッツ大学とコーネル大学で栄養学、生化学、毒性学を学んだ。
世界がん研究基金とアメリカ癌研究協会のアドバイザー。
彼の息子と共同でBioSignia社という医療関連の会社を創立している。

## 著書
- 『チャイナ・スタディー―葬られた「第二のマクガバン報告」上中下巻』松田麻美子訳。 The China Study, 2006 ISBN 978-1932100662.
  - 「上巻「動物タンパク神話」の崩壊とチャイナ・プロジェクト」、2009年12月16日、ISBN 978-4901423144。
  - 「中巻 あらゆる生活習慣病を改善する「人間と食の原則」」、2010年6月21日、ISBN 978-4901423151。
  - 「下巻 政界・医学会・食品医薬品業界が犯した「情報黙殺」の大罪」、2011年2月20日、ISBN 978-4901423168。
  - 後に上中下合本も出版。
- WHOLE : rethinking the science of nutrition, 2013.
- 『低炭水化物ダイエットへの警鐘』鈴木晴恵翻訳、評言社、2017年。The low-carb fraud, 2014.